# Ewald Ammende
Ewald Ammende (* 3. Januar 1893 in Pernau, Livland, Russisches Kaiserreich; † 15. April 1936 in Peking, China) war ein deutschbaltischer Publizist und Politiker.

## Leben

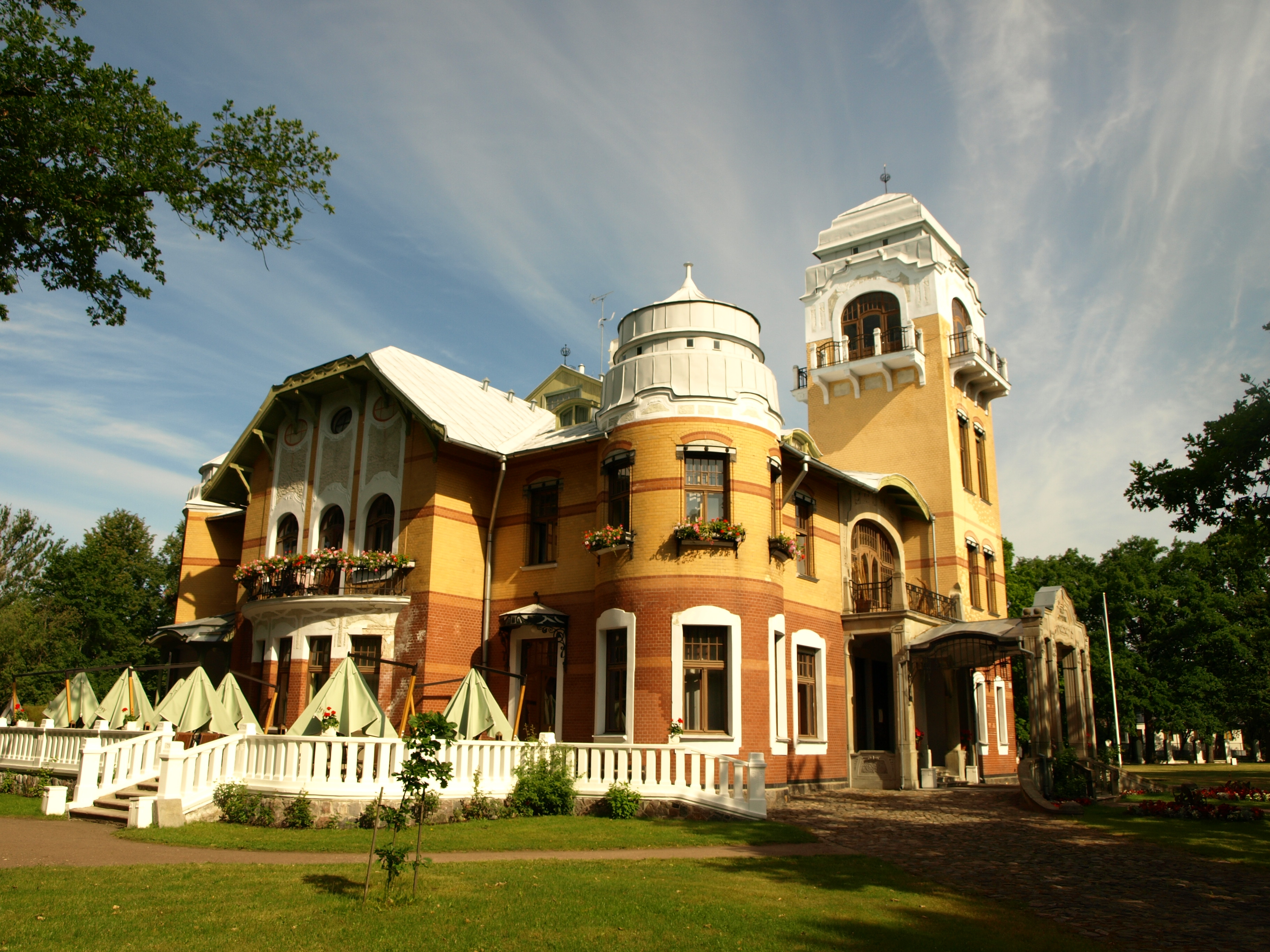
Die Villa Ammende in Pärnu (Estland) ist heute ein Luxushotel

Ewald Ammende entstammte einer vermögenden, einflussreichen und in Livland alteingesessenen Kaufmannsfamilie. Nach dem Gymnasiumsbesuch in Pernau studierte er ab 1910 Handelswissenschaften am Polytechnikum zu Riga, Volkswirtschaftslehre in Köln sowie in Tübingen und promovierte an der Christian-Albrechts-Universität zu Kiel zum Dr. sc. Pol. (Doktor der Staatswissenschaften). Im Ersten Weltkrieg war er für das Verpflegungswesen von Städten in Südrussland tätig. Im Zuge der Teilung Livlands in Estland und Lettland begann Ammende auf politischer Ebene sich für nationale Minderheiten einzusetzen. Von 1919 bis 1922 arbeitete er als Redakteur und Verlagsdirektor bei der Rigaschen Rundschau. Dort wirkte er eng mit Paul Schiemann zusammen. Als Mitbegründer des Verbandes der deutschen Minderheiten in Europa hat Ammende 1925 maßgeblich an der Entstehung des „Gesetzes über die Kulturautonomie der Minderheiten in Estland“ mitgewirkt. Im gleichen Jahr wählten ihn Minderheitenvertreter aus verschiedenen Ländern zum Generalsekretär des Europäischen Nationalitätenkongresses (ENK).
Er bekannte sich ausdrücklich zu den internationalen Minderheitenorganisationen und setzte sich tonangebend für einen Minoritäteneinfluss nicht nur der deutschen Verbände ein. Dabei ging Ammende davon aus, dass eine Lösung der nationalen Fragen auf dem Wege des Irredentismus nie möglich sein werde und daher ein Ausgleich zwischen Ethnien und Nationalstaaten auf der Basis gegenseitiger Anerkennung gefunden werden müsse. In seiner Funktion als Generalsekretär des ENK hat er im Völkerbund maßgeblich die jüdischen Verbände bei der Einbringung der Bernheim-Petition unterstützt, was ihn bei den Nationalsozialisten in Misskredit brachte. Zeitgleich geriet er mit der US-amerikanischen und der sowjetischen Regierung wegen verschiedener Hilfsaktionen und Kampagnen des ENK in Konflikt.
Ewald Ammende war auch ehrenamtlicher Geschäftsführer des „Interkonfessionellen und übernationalen Hilfswerkes seiner Eminenz des Kardinal Erzbischofs von Wien“. Mit Kardinal Theodor Innitzer stand er in enger Verbindung, der ihn bei der Veröffentlichung seines bekanntesten Buches Muss Russland hungern? Menschen und Völkerschicksale in der Sowjetunion unterstützte. Obwohl bereits zum Zeitpunkt der Veröffentlichung Ewald Ammendes ablehnende Haltung gegenüber den Nationalsozialisten bekannt war, unterstellten die sowjetischen Behörden dem ENK, dass das Buch ein Werk nationalsozialistischer Propaganda sei. Diese Darstellung übernahmen in der Nachkriegszeit unter anderem DDR-Historiker und haben Eingang in die Gegenwartsliteratur gefunden. Einige Historiker gehen so weit, die gesamte internationale Kampagne des ENK über die Hungertoten als Bestandteil der Antikominternpolitik des NS-Regimes zu bezeichnen. Dessen ungeachtet stammen nahezu alle Bilder, die heute bei Veröffentlichungen zum Holodomor verwendet werden, aus diesem Buch beziehungsweise der Ammende-Sammlung im heutigen Kardinal-Innitzer-Archiv.
Ewald Ammende starb am 15. April 1936 unter nicht geklärten Umständen in Peking, wo er sich mit Vertretern jüdischer Minderheiten aus Waldheim (Jüdische Nationale Oblast Fernost) treffen wollte. Fest steht lediglich, dass er im Deutschen Krankenhaus Peking verstarb. Nachrufe erschienen in vielen europäischen Zeitungen, in welchen sich die Angaben über die Todesursache zwischen Mord, Selbstmord, Herzanfall, Schlaganfall bis hin zum Zuckerschock bewegten. Nach seinem Tod übernahm sein Bruder und Weggefährte Erich Ammende als interimistischer Geschäftsträger die Leitung des ENK. Dieser lebte nach dem Tod seines Bruders jedoch nur sieben weitere Monate und starb, ebenfalls unter nicht geklärten Umständen, in Wien.

## Werke (Auswahl)
- Die Hilfsaktion für Petersburg. R. Ruetz, Riga 1920.
- Die Agonie einer Weltstadt. Helft Petersburg! R. Ruetz, Riga 1920.
- Europa und Sowjet-Rußland. Curtius-Verlag, Berlin 1921.
- Die Gefährdung des europäischen Friedens durch die nationale Unduldsamkeit. Karl Jaspers, Wien 1927.
- Nationalitäten in den Staaten Europas. Braumüller Universitäts-Verlagsbuchhandlung, Wien und Leipzig 1931.
- Muss Russland hungern? Menschen und Völkerschicksale in der Sowjetunion. Wilhelm Braumüller Universitäts-Verlagsbuchhandlung, Wien 1935.
- Human Life in Russia. G. Allen & Unwin, London 1936.